# Danh sách Lãnh đạo Đảng và Nhà nước Cộng hòa Nhân dân Trung Hoa
Lãnh đạo Đảng và Nhà nước là thuật ngữ chính trị được sử dụng trên các phương tiện truyền thông về các lãnh đạo cấp cao của Đảng Cộng sản và Nhà nước Trung Quốc.Tại Trung Quốc được sử dụng trong truyền thông báo chí.

## Danh sách chức vụ
- Đảng Cộng sản Trung Quốc cầm quyền Cộng hòa Nhân dân Trung Hoa (theo hệ thống chính trị Đảng phái của Trung Quốc Đại lục quy định "hợp tác đa đảng và tư vấn chính trị dưới sự lãnh đạo của Đảng Cộng sản Trung Quốc ") 3 tổ chức trung ương lãnh đạo:
  - Ủy ban Trung ương Đảng: Tổng Bí thư, Ủy viên Thường vụ Bộ Chính trị, Ủy viên Bộ Chính trị, Ủy viên Dự khuyết Bộ Chính trị; Bí thư Ban Bí thư Trung ương, Bí thư Dự khuyết.
  - Ủy ban Quân sự Trung ương Đảng Cộng sản Trung Quốc: Chủ tịch, Phó Chủ tịch.
  - Ủy ban Kiểm tra Kỷ luật Trung ương Đảng Cộng sản Trung Quốc: Bí thư.
- Cơ quan Nhà nước Cộng hòa Nhân dân Trung Hoa,gồm 6 cơ quan lãnh đạo chính:
  - Ủy ban Thường vụ Đại hội Đại biểu Nhân dân Toàn quốc: Chủ tịch, Phó Chủ tịch
  - Chủ tịch nước Cộng hòa Nhân dân Trung Hoa: Chủ tịch, Phó Chủ tịch
  - Quốc vụ viện Cộng hòa Nhân dân Trung Hoa: Tổng lý, Phó Tổng lý, Ủy viên Quốc vụ
  - Ủy ban Quân sự Trung ương Cộng hòa Nhân dân Trung Hoa: Chủ tịch, Phó Chủ tịch
  - Tối cao Nhân dân Pháp viện Cộng hòa Nhân dân Trung Hoa: Viện trưởng
  - Tối cao Nhân dân Kiểm sát viện Cộng hòa Nhân dân Trung Hoa: Kiểm sát trưởng
- Hợp tác đa đảng thông qua Hội nghị Chính trị Hiệp thương Nhân dân Toàn quốc
  - Ủy ban Thường vụ Hội nghị Chính trị Hiệp thương Nhân dân Toàn quốc Trung Quốc: Chủ tịch, Phó Chủ tịch

Các tổ chức thuộc Đảng Cộng sản Trung Quốc,Đảng phái chính trị, và các tổ chức thuộc Hiệp chính thương,chính quyền Trung ương và địa phương,tư lệnh các lực lượng vũ trang không thuộc "lãnh đạo Đảng và Nhà nước". Các thành viên thuộc CMC được gọi chung là "Lãnh đạo quân sự".

## Danh sách Lãnh đạo Đảng và Nhà nước Cộng hòa Nhân dân Trung Hoa

### Đảng cầm quyền,Nhà nước lãnh đạo

#### Lãnh đạo cấp Nhà nước hiện nay:
Lãnh đạo cấp nhà nước hay còn gọi là "Lãnh đạo Cấp Chính Quốc " bao gồm các chức danh: Tổng Bí thư, Chủ tịch Nước, Chủ tịch Quân ủy, Thủ tướng Quốc vụ viện, Uỷ viên trưởng Nhân đại toàn quốc, Chủ tịch Chính hiệp toàn quốc, Ủy Viên Thường vụ Bộ Chính trị,
Gồm 7 người:
1. Tập Cận Bình
2. Lý Khắc Cường
3. Lật Chiến Thư
4. Uông Dương
5. Vương Hỗ Ninh
6. Triệu Lạc Tế
7. Hàn Chính

Phiên họp toàn thể đầu tiên của Ủy ban Trung ương Đảng Cộng sản Trung Quốc lần thứ 19 (10/2018) đã bầu ra 7 Ủy viên Thường vụ Bộ Chính trị và 25 Ủy viên Bộ Chính trị
Danh sách Ủy viên Thường vụ Bộ Chính trị:
| Đại hội Đảng Cộng sản Trung Quốc lần thứ 19 (2017) | Đại hội Đảng Cộng sản Trung Quốc lần thứ 19 (2017) | Đại hội Đảng Cộng sản Trung Quốc lần thứ 19 (2017)                                                | Đại hội Đảng Cộng sản Trung Quốc lần thứ 19 (2017)                                                       | Đại hội Đảng Cộng sản Trung Quốc lần thứ 19 (2017) |
| Thứ tự                                             | Tên                                                | Chức vụ Đảng                                                                                      | Chức vụ Nhà nước                                                                                         | Phân công |
| -------------------------------------------------- | -------------------------------------------------- | ------------------------------------------------------------------------------------------------- | --- | --- |
| 1                                                  | Tập Cận Bình                                       | Tổng Bí thư Chủ tịch Quân ủy Trung ương                                                           | Chủ tịch nước Cộng hòa Nhân dân Trung Hoa Chủ tịch Ủy ban Quân sự Trung ương Cộng hòa Nhân dân Trung Hoa | Chủ tịch Ủy ban An ninh Quốc gia Trung ương Trưởng ban Ban lãnh đạo cải cách sâu rộng toàn diện Trung ương Trưởng ban Tiểu ban Lãnh đạo Cải cách sâu rộng Quốc phòng hóa Quân đội Quân Ủy Trung ương Trưởng ban Tiểu ban lãnh đạo Trung ương về an ninh Internet và thông tin Trưởng ban Tiểu ban Công tác Lãnh đạo Đối ngoại Trung ương Trưởng ban Tiểu ban Công tác Lãnh đạo Đài Loan Trung ương |
| 2                                                  | Lý Khắc Cường                                      | Ủy viên Thường vụ Bộ Chính trị Bí thư Ban Cán sự Đảng Quốc vụ viện                                | Thủ tướng Quốc vụ viện                                                                                   | Trưởng ban Tiểu ban Lãnh đạo Tài chính Kinh tế Trung ương Chủ nhiệm Ủy ban Biên chế cơ cấu Trung ương Chủ nhiệm Ủy ban Huy động Quốc phòng Nhà nước Chủ nhiệm Ủy ban Năng lượng Nguyên tử Nhà nước Phó Chủ tịch Ủy ban An ninh Quốc gia Trung ương Phó Trưởng ban Ban lãnh đạo cải cách sâu rộng toàn diện Trung ương Phó Trưởng ban Tiểu ban lãnh đạo Trung ương về an ninh Internet và thông tin |
| 3                                                  | Lật Chiến Thư                                      | Ủy viên Thường vụ Bộ Chính trị                                                                    | Ủy viên trưởng Ủy ban Thường vụ Đại hội Đại biểu Nhân dân Toàn quốc                                      | Phó Chủ tịch Ủy ban An ninh Quốc gia Trung ương Tổ trưởng Tổ Công tác Điều phối Hong Kong |
| 4                                                  | Uông Dương                                         | Ủy viên Thường vụ Bộ Chính trị                                                                    | Chủ tịch Hội nghị Hiệp thương Chính trị Nhân dân Trung Quốc                                              | Tổ trưởng Tổ Công tác Điều phối Tân Cương Tổ trưởng Tổ Công tác Điều phối Tây Tạng Phó Tổ trưởng Tổ Công tác Điều phối Đài Loan |
| 5                                                  | Vương Hỗ Ninh                                      | Ủy viên Thường vụ Bộ Chính trị Bí thư (điều hành) Ban Bí thư Trung ương Đảng                      | | Phó Trưởng ban Ban lãnh đạo cải cách sâu rộng toàn diện Trung ương. Trưởng Ban Lãnh đạo Công tác Tư tưởng Trung ương. Trưởng Ban Công tác Xây dựng Đảng Trung ương. Phó Trưởng ban Tiểu ban lãnh đạo Trung ương về an ninh Internet và thông tin. Ủy viên Tiểu ban Lãnh đạo Tài chính Kinh tế Trung ương                                                                                           |
| 6                                                  | Triệu Lạc Tế                                       | Ủy viên Thường vụ Bộ Chính trị Bí thư Ủy ban Kiểm tra Kỷ luật Trung ương Đảng Cộng sản Trung Quốc | | Trưởng Tiểu Ban Công tác Kiểm tra Trung ương |
| 7                                                  | Hàn Chính                                          | Ủy viên Thường vụ Bộ Chính trị                                                                    | Phó Thủ tướng thường trực                                                                                | Chủ nhiệm Ủy ban an toàn thực phẩm Quốc vụ viện Phó Trưởng ban Ban lãnh đạo cải cách sâu rộng toàn diện Trung ương Phó Chủ nhiệm Ủy ban Năng lượng Nguyên tử Nhà nước Ủy viên Tiểu ban Lãnh đạo Tài chính Kinh tế Trung ương |

#### Lãnh đạo cấp Phó Nhà nước hiện nay
Phiên họp toàn thể đầu tiên của Ủy ban Trung ương Đảng Cộng sản Trung Quốc lần thứ 19 (10/2017) đã bầu ra 7 Ủy viên Thường vụ Bộ Chính trị và 25 Ủy viên Bộ Chính trị.Trong số 25 Ủy viên Bộ Chính trị có 7 Ủy viên Thường vụ Bộ Chính trị
Danh sách Ủy viên Bộ Chính trị:
| Thứ tự | Tên Hán-Việt    | Hán tự | Latinh hóa    | Năm sinh | Chức vụ Đảng và Nhà nước | Ghi chú khác |
| ------ | --------------- | ------ | ------------- | -------- | --- | ------------ |
| 1      | Đinh Tiết Tường | 丁薛祥 | Ding Xuexiang | 1962     | Bí thư Ban Bí thư Trung ương Chủ nhiệm Văn phòng Trung ương Đảng                                                                                |              |
| 2      | Tôn Xuân Lan    | 孙春兰 | Sun Chunlan   | 1950     | Phó thủ tướng Quốc vụ viện Trưởng ban Mặt trận Thống Nhất Trung ương                                                                            | nữ           |
| 3      | Vương Thần      | 王晨   | Wang Chen     | 1950     | Phó Uỷ viên trường thứ nhất Nhân Đại |              |
| 4      | Lưu Hạc         | 刘鹤   | Liu He        | 1952     | Phó thủ tướng Quốc vụ viện Phó Chủ nhiệm Ủy ban cải cách và Phát triển Quốc gia                                                                 |              |
| 5      | Hứa Kỳ Lượng    | 许其亮 | Xu Qiliang    | 1950     | Thượng tướng, Phó Chủ tịch thứ 1 Quân ủy Trung ương                                                                                             |              |
| 6      | Lý Hi           | 李希   | Li Xi         | 1956     | Bí thư Tỉnh ủy Quảng Đông |              |
| 7      | Lý Cường        | 李强   | Li Qiang      | 1959     | Bí thư Thành ủy Thượng Hải |              |
| 8      | Lý Hồng Trung   | 李鸿忠 | Li Hongzhong  | 1956     | Bí thư Thành ủy Thiên Tân |              |
| 9      | Dương Khiết Trì | 杨洁篪 | Yang Jiechi   | 1950     | Ủy viên Quốc vụ viện Tổng Thư ký Tổ lãnh đạo công tác Đài Loan                                                                                  |              |
| 10     | Dương Hiểu Độ   | 杨晓渡 | Yang Xiaodu   | 1953     | Bí thư Ban Bí thư Trung ương Phó Bí thư Ủy ban Kiểm tra Kỷ luật Trung ương Bộ trưởng Bộ Giám sát Cục trưởng Cục Phòng chống tham nhũng Quốc gia |              |
| 11     | Trương Hựu Hiệp | 张又侠 | Zhang Youxia  | 1950     | Phó Chủ tịch thứ 2 Quân ủy Trung ương |              |
| 12     | Trần Hi         | 陈希   | Chen Xi       | 1953     | Bí thư Ban Bí thư Trung ương Trưởng ban Ban Tổ chức Trung ương Hiệu trưởng Trường Đảng Trung ương Đảng Cộng sản Trung Quốc                      |              |
| 13     | Trần Toàn Quốc  | 陈全国 | Chen Quanguo  | 1955     | Bí thư Khu ủy Tân Cương |              |
| 14     | Trần Mẫn Nhĩ    | 陈敏尔 | Chen Min'er   | 1960     | Bí thư Thành ủy Trùng Khánh |              |
| 15     | Hồ Xuân Hoa     | 胡春华 | Hu Chunhua    | 1963     | Phó thủ tướng Quốc vụ viện |              |
| 16     | Quách Thanh Côn | 郭声琨 | Guo Shengkun  | 1954     | Bí thư Ban Bí thư Trung ương Bí thư Ủy ban Chính trị Pháp luật Trung ương                                                                       |              |
| 17     | Hoàng Khôn Minh | 黄坤明 | Huang Kunming | 1956     | Bí thư Ban Bí thư Trung ương Trưởng ban Tuyên truyền Trung ương                                                                                 |              |
| 18     | Thái Kỳ         | 蔡奇   | Cai Qi        | 1955     | Bí thư Thành ủy Bắc Kinh |              |

Ban Bí thư Trung ương gồm 7 người trong đó có 1 Ủy viên Thường vụ Bộ Chính trị (Vương Hộ Ninh), 5 Ủy viên Bộ Chính trị (Đinh Tiết Tường, Dương Hiểu Độ, Trần Hi, Quách Thanh Côn, Hoàng Khôn Minh):
| Thứ tự | Tên       | Năm vào Đảng | Chức vụ Đảng và Nhà nước                                           | Ghi chú |
| ------ | --------- | ------------ | ------------------------------------------------------------------ | ------- |
| 7      | Vưu Quyền | 1973         | Trưởng ban Mặt trận Thống nhất Trung ương Đảng Cộng sản Trung Quốc |         |

Phó Ủy viên Trưởng Ủy ban Thường vụ Đại hội Đại biểu Nhân dân Toàn quốc lần thứ 12 có 13 Ủy viên trong đó có 1 Ủy viên thuộc Bộ Chính trị (Vương Thần):
- Tào Kiến Minh
- Trương Xuân Hiền
- Trầm Dược Dược
- Cát Bỉnh Hiên
- Arken Imirbaki
- Vạn Ngạc Sương
- Trần Trúc
- Vương Đông Minh
- Padma Choling
- Đinh Trọng Lễ
- Hác Minh Kim
- Thái Đạt Phong
- Vũ Duy Hoa

Ủy viên Quốc vụ viện:
| Ủy ban Quốc Vụ viện Quốc vụ lần thứ 12 | Ủy ban Quốc Vụ viện Quốc vụ lần thứ 12 | Ủy ban Quốc Vụ viện Quốc vụ lần thứ 12 | Ủy ban Quốc Vụ viện Quốc vụ lần thứ 12                                                                     | Ủy ban Quốc Vụ viện Quốc vụ lần thứ 12 |
| Thứ tự                                 | Tên                                    | Chức vụ Đảng | Chức vụ Nhà nước                                                                                           | Phân công |
| -------------------------------------- | -------------------------------------- | --- | --- | --- |
| 1                                      | Ngụy Phượng Hòa Thượng tướng           | Ủy viên Trung ương Đảng Ủy viên Ủy ban Quân sự Trung ương Đảng Cộng sản Trung Quốc Thành viên Ban Cán sự Đảng Quốc Vụ viện                        | Ủy viên Ủy ban Quân sự Trung ương Cộng hòa Nhân dân Trung Hoa Bộ trưởng Bộ Quốc phòng kiêm Ủy viên Quốc vụ | Thành viên Tiểu ban Công tác Lãnh đạo An toàn Quốc gia Trung ương/Đối ngoại Trung ương Chủ tịch Ủy ban Biên giới trên Biển Nhà nước |
| 2                                      | Vương Nghị                             | Ủy viên Trung ương Đảng Thành viên Ban Cán sự Đảng Quốc Vụ viện                                                                                   | Ủy viên Quốc vụ Bộ trưởng Bộ Ngoại giao                                                                    | Thành viên Tiểu ban Công tác Lãnh đạo An toàn Quốc gia Trung ương/Đối ngoại Trung ương Chủ tịch Văn phòng Tiểu ban Công tác Lãnh đạo An toàn Quốc gia Trung ương/Đối ngoại Trung ương                                                                                  |
| 3                                      | Triệu Khắc Chí Tổng Cảnh giám          | Ủy viên Trung ương Đảng Thành viên Ban Cán sự Đảng Quốc Vụ viện Phó Bí thư Ủy ban Chính Pháp Trung ương Bí thư thứ nhất Đảng ủy Lực lượng Võ Cảnh | Ủy viên Quốc vụ Bộ trưởng Bộ Công an Ủy viên Chính trị đệ nhất Võ Cảnh Bộ đội                              | Thành viên Tiểu ban Công tác Lãnh đạo An toàn Quốc gia Trung ương/Đối ngoại Trung ương Chủ nhiệm Ủy ban Cấm Độc Quốc gia Trưởng ban Tiểu ban Công tác Lãnh đạo Chống Khủng bố Quốc gia Phó Chủ nhiệm Ủy ban An toàn Sản xuất Quốc Vụ viện                              |
| 4                                      | Vương Dũng                             | Ủy viên Trung ương Đảng Thành viên Ban Cán sự Đảng Quốc Vụ viện                                                                                   | Ủy viên Quốc vụ                                                                                            | Thành viên Tiểu ban Lãnh đạo Tài chính Kinh tế Trung ương Phó Chủ nhiệm Ủy ban An toàn Sản xuất Quốc Vụ viện Chủ nhiệm Ủy ban Giảm thiểu Thiên tai Quốc gia Chủ nhiệm Ủy ban Công tác Người tàn tật Quốc Vụ viện Chủ nhiệm Ủy ban Công tác Người Cao tuổi Quốc vụ Viện |
| 5                                      | Tiếu Tiệp                              | Ủy viên Trung ương Đảng Thành viên Ban Cán sự Đảng Quốc Vụ viện                                                                                   | Ủy viên Quốc vụ Tổng Thư ký Quốc vụ viện                                                                   | |

Viện trưởng Tối cao Nhân dân Pháp viện,Kiểm sát trưởng Tối cao Nhân dân Viện Kiểm sát
| Tên         | Chức vụ Đảng                                                                                                  | Chức vụ Nhà nước                                                                        | Phân công                                                      |
| ----------- | --- | --------------------------------------------------------------------------------------- | -------------------------------------------------------------- |
| Chu Cường   | Ủy viên Trung ương Ủy viên Ủy ban Chính Pháp Trung ương Bí thư Ban Cán sự Đảng Tối cao Nhân dân Pháp viện     | Viện trưởng Tối cao Nhân dân Pháp viện Hội trưởng Hiệp hội Pháp quan Trung Quốc         | Phó Chủ nhiệm Ủy ban Trị lý Tổng hợp Quản lý Xã hội Trung ương |
| Trương Quân | Ủy viên Trung ương Ủy viên Ủy ban Chính Pháp Trung ương Bí thư Ban Cán sự Đảng Tối cao Nhân dân Viện Kiểm sát | Viện trưởng Tối cao Nhân dân Viện Kiểm sát Hội trưởng Hiệp hội Kiểm sát quan Trung Quốc | Phó Chủ nhiệm Ủy ban Trị lý Tổng hợp Quản lý Xã hội Trung ương |

Phó chủ tịch Ủy ban Toàn quốc Hội nghị Hiệp thương Chính trị Nhân dân Trung Quốc kỳ họp thứ nhất khóa XIII của Hội nghị Chính trị Hiệp thương Nhân dân toàn quốc Trung Quốc bầu ra 24 Phó Chủ tịch:
1. Trương Khánh Lê
2. Lưu Kì Bảo
3. Pagbalha Geleg Namgyai
4. Đổng Kiến Hoa
5. Vạn Cương
6. Hà Hậu Hoa
7. Lư Triển Công
8. Vương Chính Vĩ
9. Mã Biểu
10. Trần Hiểu Quang
11. Lương Chấn Anh
12. Hạ Bảo Long
13. Dương Truyền Đường
14. Lý Bân
15. Bagatur
16. Uông Vĩnh Thanh
17. Hà Lập Phong
18. Tô Huy
19. Trịnh Kiến Bang
20. Cô Thắng Trở
21. Lưu Tân Thành
22. Hà Duy
23. Thiệu Hồng
24. Cao Vân Long

## Lãnh đạo Đảng và Nhà nước còn sống

### Lãnh đạo cấp Nhà nước còn sống
| Phương tiện truyền thông phát sóng chính thức | Chân dung Họ tên | Năm sinh | Năm vào Đảng | Lý lịch chức vụ chính thức Nhà nước（Bao gồm cả Phó Nhà nước và chức danh khác） | Nghỉ hưu/Năm nghỉ hưu |
| --------------------------------------------- | ---------------- | -------- | ------------ | --- | --------------------- |
| 01                                            | Giang Trạch Dân  | 1926     | 1946         | 1989 đến 2002 Tổng Bí thư, Ủy ban Thường vụ Bộ Chính trị Đảng Cộng sản Trung Quốc 13,14,15 1989 đến 2004 Chủ tịch Ủy ban Quân sự Trung ương Đảng Cộng sản Trung Quốc 1990 đến 2005 Chủ tịch Ủy ban Quân sự Trung ương Nhà nước 1993 đến 2003 Chủ tịch nước Khóa 8, 9 (1987 đến 1989 Ủy viên Bộ Chính trị, Bí thư Thành ủy Thượng Hải)                                                                               | 2005                  |
| 02                                            | Hồ Cẩm Đào       | 1942     | 1964         | 1992 đến 2012 Ủy ban Thường vụ Bộ Chính trị Đảng Cộng sản Trung Quốc 14, 15, 16, 17 2002 đến 2012 Tổng Bí thư khóa 16, 17 2003 đến 2013 Chủ tịch nước 10, 11 2004 đến 2012 Chủ tịch Ủy ban Quân sự Trung ương Đảng Cộng sản Trung Quốc 2005 đến 2013 Chủ tịch Ủy ban Quân sự Trung ương Nhà nước (1992 đến 2002 Bí thư Ban Bí thư Trung ương, Hiệu trưởng trường Đảng Trung ương) (1998 đến 2003 Phó Chủ tịch nước) | 2013                  |
| 03                                            | Lý Bằng          | 1928     | 1945         | 1987 đến 2002 Ủy ban Thường vụ Bộ Chính trị Đảng Cộng sản Trung Quốc 13, 14, 15 tháng 11 năm 1987 Quyền Tổng lý Quốc Vụ viện 1988 đến 1998 Tổng lý Quốc Vụ viện 7, 8 1998 đến 2003 Ủy viên trưởng Ủy ban Thường vụ Nhân Đại thứ 9 (1983 đến 1987 Phó Tổng lý Quốc Vụ viện) (1985 đến 1987 Ủy viên Bộ Chính trị, Bí thư Ban Bí thư Trung ương)                                                                       | 2003                  |
| 04                                            | Chu Dung Cơ      | 1928     | 1949         | 1992 đến 2002 Ủy viên Ủy ban Thường vụ Bộ Chính trị 14, 15 1998 đến 2003 Tổng lý Quốc Vụ viện khóa 9 (1991 đến 1998 Phó Tổng lý Quốc Vụ viện) | 2003                  |
| 05                                            | Lý Thụy Hoàn     | 1934     | 1959         | 1989 đến 2002 Ủy viên Thường vụ Bộ Chính trị khóa 13, 14, 15 1993 đến 2003 Chủ tịch Hội nghị Chính trị Hiệp thương Nhân dân Toàn quốc khóa 8,9 (1987 đến 1989 Ủy viên Bộ Chính trị, Bí thư Thị ủy Thiên Tân) (1989 đến 1992 Bí thư Ban Bí thư Trung ương) | 2003                  |
| 06                                            | Ngô Bang Quốc    | 1941     | 1964         | 2002 đến 2012 Ủy viên Ủy ban Thường vụ Bộ Chính trị 16, 17 2003 đến 2013 Ủy viên trưởng Ủy ban Thường vụ Nhân Đại lần thứ 10, 11 (1992 đến 1994 Ủy viên Bộ Chính trị, Bí thư Thành ủy Thượng Hải) (1994 đến 1997 Ủy viên Bộ Chính trị, Bí thư Ban Bí thư Trung ương) (1995至 đến 2003 Phó Tổng lý Quốc Vụ viện) | 2013                  |
| 07                                            | Ôn Gia Bảo       | 1942     | 1965         | 2002 đến 2012 Ủy viên Ủy ban Thường vụ Bộ Chính trị 16, 17 2003 đến 2013 Tổng lý Quốc Vụ viện 10, 11 (1987 đến 1992 Bí thư Ban Bí thư-Chủ nhiệm Văn phòng Trung ương) (1992 đến 1997 Ủy viên Bộ Chính trị, Bí thư Ban Bí thư) (1997 đến 2002 Ủy viên Bộ Chính trị, Bí thư Ban Bí thư Trung ương) (1998 đến 2003 Phó Tổng lý Quốc Vụ viện)                                                                           | 2013                  |
| 08                                            | Giả Khánh Lâm    | 1940     | 1959         | 2002 đến 2012 Ủy viên Thường vụ Bộ Chính trị khóa 16,17 2003 đến 2013 Chủ tịch Hội nghị Chính trị Hiệp thương Nhân dân Toàn quốc khóa 10,11 (1997 đến 2002 Ủy viên Bộ Chính trị, Bí thư Thị Ủy Bắc Kinh) | 2013                  |
| 09                                            | Trương Đức Giang | 1946     | 1971         | 2012 đến 2017 Ủy viên Thường vụ Bộ Chính trị khóa 18 2013 đến 2018 Chủ tịch Nhân Đại Toàn quốc khóa 12 | 2018                  |
| 10                                            | Du Chính Thanh   | 1945     | 1964         | 2012 đến 2017 Ủy viên Thường vụ Bộ Chính trị khóa 18 2013 đến 2018 Chủ tịch Chính Hiệp Toàn quốc khóa 12 | 2018                  |
| 11                                            | Tống Bình        | 1917     | 1937         | 1989 đến 1992 Ủy viên Thường vụ Bộ Chính trị khóa 13 (1983 đến 1988 Ủy viên Quốc Vụ viện kiêm Chủ nhiệm Ủy ban Kế hoạch Quốc gia) (1987 đến 1989 Ủy viên Bộ Chính trị, Trưởng ban Tổ chức Trung ương) | 1992                  |
| 12                                            | Lý Lam Thanh     | 1932     | 1952         | 1997 đến 2002 Ủy viên Thường vụ Bộ Chính trị khóa 15 (1992 đến 1997 Ủy viên Bộ Chính trị) 1993 đến 2003 Phó Tổng lý Quốc Vụ viện | 2003                  |
| 13                                            | Tăng Khánh Hồng  | 1939     | 1960         | 2002 đến 2007 Ủy viên Thường vụ Bộ Chính trị khóa 16 (1997 đến 2002 Ủy viên Bộ Chính trị,Bí thư Ban Bí thư Trung ương,Trưởng ban Tổ chức Trung ương) 2002 đến 2007 Bí thư Ban Bí thư, Hiệu trưởng Trường Đảng Trung ương (2003 đến 2008 Phó Chủ tịch nước) | 2008                  |
| 14                                            | Ngô Quan Chính   | 1938     | 1962         | 2002 đến 2007 Ủy viên Thường vụ Bộ Chính trị khóa 16 (1997 đến 2002 Ủy viên Bộ Chính trị,Bí thư Tỉnh Ủy Sơn Đông) 2002 đến 2007 Bí thư Ủy ban Kiểm tra Kỷ luật Trung ương | 2007                  |
| 15                                            | Lý Trường Xuân   | 1944     | 1965         | 2002 đến 2012 Ủy viên Thường vụ Bộ Chính trị khóa 16,17 (1997 đến 2002 Ủy viên Bộ Chính trị, Bí thư Tỉnh ủy Quảng Đông) 2002 đến 2012 Chủ nhiệm Ủy ban Chỉ đạo Kiến thiết Văn Minh Tinh thần Trung ương | 2012                  |
| 16                                            | La Cán           | 1935     | 1960         | 2002 đến 2007 Ủy viên Thường vụ Bộ Chính trị khóa 16 (1993 đến 2003 Ủy viên Quốc Vụ) (1997 đến 2002 Ủy viên Bộ Chính trị-Bí thư Ban Bí thư) 1997 đến 2007 Bí thư Ủy ban Chính Pháp Trung ương | 2007                  |
| 17                                            | Hạ Quốc Cường    | 1943     | 1966         | 2007 đến 2012 Ủy viên Thường vụ Bộ Chính trị khóa 17 (2002 đến 2007 Ủy viên Bộ Chính trị-Bí thư Ban Bí thư,Trưởng ban Tổ chức Trung ương) 2007 đến 2012 Bí thư Ủy ban Kiểm tra Kỷ luật Trung ương | 2012                  |
| 18                                            | Lưu Vân Sơn      | 1947     | 1971         | 2012 đến 2017 Ủy viên Thường vụ Bộ Chính trị khóa 18 | 2017                  |
| 19                                            | Trương Cao Lệ    | 1946     | 1973         | 2012 đến 2017 Ủy viên Thường vụ Bộ Chính trị khóa 18 | 2018                  |

### Lãnh đạo cấp Phó Nhà nước còn sống
- Điền Kỷ Vân, 1929, ủy viên Bộ chính trị, Phó tổng lý quốc vụ viện, phó ủy viên trưởng Nhân Đại Toàn quốc
- Trì Hạo Điền, 1929, ủy viên Bộ chính trị, Phó Chủ tịch Quân ủy Trung ương, Bộ trưởng Bộ Quốc phòng
- Khương Xuân Vân, 1930, ủy viên Bộ chính trị, Bí thư Trung ương Đảng, Phó tổng lý quốc vụ viện, phó ủy viên trưởng Nhân Đại Toàn quốc
- Vương Nhạc Tuyền, 1944, ủy viên Bộ chính trị, Phó bí thư Ủy ban Chính Pháp Trung ương
- Vương Triệu Quốc, 1941, ủy viên Bộ chính trị, phó ủy viên trưởng Nhân Đại Toàn quốc, Chủ tịch Tổng Công hội Toàn quốc Trung Hoa
- Hồi Lương Ngọc, 1944, ủy viên Bộ chính trị, phó tổng lý quốc vụ viện
- Lưu Kỳ, 1942, ủy viên Bộ chính trị, Bí thư Thành ủy Bắc Kinh
- Ngô Nghi, 1938, ủy viên bộ chính trị, phó tổng lý quốc vụ viện
- Tào Cương Xuyên, 1935, ủy viên Bộ chính trị, Phó Chủ tịch Quân ủy Trung ương, Bộ trưởng Bộ Quốc phòng
- Tăng Bồi Viêm, 1938, ủy viên Bộ chính trị, phó tổng lý quốc vụ viện
- Lý Nguyên Triều, 1950, ủy viên Bộ chính trị, phó Chủ tịch nước
- Hồ Lập Khải, 1929, phó chủ tịch chính trị hiệp thương nhân dân toàn quốc
- Tiền Kỳ Tham, 1928, phó tổng lý quốc vụ viện, ủy viên bộ chính trị

...

## Chính sách đãi ngộ

### Chỗ ngồi
Trong một số Hội nghị lớn, Các lãnh đạo Đảng và Nhà nước được ngồi phía trên khu vực lễ đài; Ủy ban Quân sự Trung ương, Ủy viên Quốc vụ viện và lãnh đạo cấp Phó Nhà nước ngồi bên dưới.

### Đãi ngộ nơi ở
Hiện nay, lãnh đạo Đảng và Nhà nước ở Thành phố Bắc Kinh và khu vực phụ cận. Ngoài sở hữu tư nhân, với các khu vực được cấp như Trung Nam Hải, Ngọc Tuyền Sơn, Tây Sơn (Bắc Kinh), Tân Lục Sở, đường Phủ Hữu Nhai, Đại lộ Nam Trì Tử, số 17 Phố Đông Giao Dân Hạng (nơi ở của Ôn Gia Bảo trong thời gian làm Tổng lý Quốc Vụ viện), Mao Gia Loan (nơi làm việc của Lâm Bưu, hiện nay là cục lưu trữ Trung ương) và một số nơi khác.

### Thông tin và truyền thông

#### Thông tin
Thông tin về tiểu sử lãnh đạo Đảng và Nhà nước đều là bí mật Quốc gia,tiểu sử chính thức chỉ được cấp khi Nhà nước cung cấp.Không có thông tin ngoài lề hay riêng tư về lãnh đạo Đảng và Nhà nước

#### Sách và Xuất bản
Lãnh đạo Đảng và nhà nước công bố xuất bản, phát hành các bài viết ghi chép sáng tác Đảng Cộng sản Trung Quốc công bố và Nhà nước Cộng hòa Nhân dân Trung Quốc kiểm duyệt hạn chế.

### Phương tiện giao thông
Xe diễu hành của Chủ tịch Ủy ban Quân sự Trung ương nhân dịp kỷ niệm 60 năm Quốc khánh có biển màu đỏ.Năm 2009 Chủ tịch Hồ Cẩm Đào đi xe có biển 京V 02009 màu đỏ CA-7600J của hãng xe Hongqi, FAW.Lãnh đạo Đảng và Nhà nước đi công tác địa phương đi xe Toyota Coaster.
Năm 2004 về quy định biển xe do quân sự sử dụng thì biển 京V do Cục Cảnh vệ Trung ương sử dụng.

### Danh sách chuyên cơ
- Sư 34 thuộc Không quân Quân đội Giải phóng Nhân dân Trung Quốc (sư chuyên cơ), trụ sở tại sân bay Tây Giao, Bắc Kinh.Đội chuyên cơ bao gồm:
  - Airbus A320, 3 chiếc mang số hiệu: B-4090, B-4091, B-4092
  - Boeing 737-85N, 2 chiếc mang số hiệu: B-4080, B-4081
  - Boeing 737-89L, 2 chiếc mang số hiệu: B-4082, B-4083
  - Boeing 737-76D,2 chiếc mang số hiệu: B-4025, B-4026
  - Boeing 737-34N,2 chiếc mang số hiệu: B-4020, B-4021
  - Boeing 737-33A,2 chiếc mang số hiệu: B-4018, B-4019
  - Boeing 737-3TO,2 chiếc mang số hiệu: B-4008, B-4009
  - Boeing 737-3Q8,2 chiếc mang số hiệu: B-4052, B-4053
  - Tupolev Tu-154
  - Bombardier CRJ200
  - Bombardier Challenger 600 có tổng số 10 chiếc
- Các nhà lãnh đạo khi thăm nước ngoài, thường sử dụng Boeing 747-400 mang số hiệu B-2472 của hãng Air China. Trong 15 ngày trước và sau khi sử dụng,máy bay không được mang tính chất thương mại.

### Bảo vệ
Tháng 7 năm 1980 Bộ Công an lập ra <<Quy tắc công tác cảnh vệ>>.Các lãnh đạo sau đây được gọi chung là "Đối tượng Bảo vệ Nhà nước": Chủ tịch Đảng, Phó Chủ tịch Đảng, Thường vụ Bộ Chính trị, Tổng Bí thư, Bộ Chính trị, Ủy viên Dự khuyết, Bí thư Ban Bí thư Trung ương, Ủy viên trưởng Ủy ban Thường vụ Nhân Đại Trung Quốc, Phó Ủy viên trưởng Ủy ban Thường vụ Nhân Đại Trung Quốc, Tổng lý Quốc Vụ viện, Phó Tổng lý Quốc vụ, Chủ tịch Hội nghị Chính trị Hiệp thương Nhân dân Toàn quốc, Phó Chủ tịch Hiệp Chính thương Toàn quốc, Viện trưởng Tối cao Nhân dân Pháp viện, Viện trưởng Tối cao Nhân dân Viện Kiểm sát.
10 tháng 7 năm 1994 Văn phòng Trung ương Đảng, Văn phòng Quốc Vụ viện ban hành <<Quy định công tác Cảnh vệ>>.Các lãnh đạo sau đây được gọi chung là "Đối tượng Cảnh vệ": Tổng Bí thư, Thường vụ Bộ Chính trị, Bộ Chính trị, Ủy viên Dự khuyết, Bí thư Ban Bí thư Trung ương, Chủ tịch nước, Phó Chủ tịch nước, Ủy viên trưởng Ủy ban Thường vụ Nhân Đại Trung Quốc, Phó Ủy viên trưởng Ủy ban Thường vụ Nhân Đại Trung Quốc, Tổng lý Quốc Vụ viện, Ủy viên Quốc vụ, Phó Tổng lý Quốc vụ, Chủ tịch Ủy ban Quân sự Trung ương, Phó Chủ tịch Ủy ban Quân sự Trung ương, Chủ tịch Hội nghị Chính trị Hiệp thương Nhân dân Toàn quốc, Phó Chủ tịch Hiệp Chính thương Toàn quốc, Viện trưởng Tối cao Nhân dân Pháp viện, Viện trưởng Tối cao Nhân dân Viện Kiểm sát và các lãnh đạo cấp cao đã về hưu.

## Đãi ngộ Sinh hoạt

### Lương và phụ cấp
Lãnh đạo cấp Nhà nước được 4000 tệ /tháng
Lãnh đạo cấp Phó Nhà nước được 3200 tệ/tháng
24 tháng 12 năm 2007,Nguyên Phó Tổng lý Ngô Nghi công khai nói: "Thu nhập hàng tháng của tôi 12 vạn tệ mỗi năm, đã bao gồm phụ cấp"

### Điều trị Y tế
Lãnh đạo Đảng và Nhà nước được gọi là "Đối tượng bảo vệ sức khỏe Trung ương" công tác bảo vệ sức khỏe do Ủy ban Bảo vệ sức khỏe Trung ương điều hành,Cục Bảo vệ sức khỏe Bộ Vệ sinh phụ trách cụ thể.Các bệnh viện phụ trách bao gồm:Bệnh viện Bắc Kinh bộ Vệ sinh,Bệnh viện Đa khoa Quân đội Trung Quốc (Bệnh viện 301)

### Nghỉ dưỡng
Các nhà lãnh đạo Đảng và Nhà nước được nghỉ tại các khu nghỉ mát tại Bắc Đới Hà,Hàng Châu,Đại Liên,Hạ Môn,Tòng Hóa,Kính Bạc Hồ,Ngũ Đại Liên Trì,Lư Sơn,Cửu Hoa Sơn

### Nhân viên phục vụ
Các nhà lãnh đạo Đảng và Nhà nước đều có thể có Chủ nhiệm Văn phòng lãnh đạo, Bí thư (Bí thư Chính trị, Bí thư Cơ yếu, Bí thư Sinh hoạt), Cảnh vệ viên, lái xe, đầu bếp, nhân viên phục vụ,...với mỗi giai đoạn lịch sử khác nhau thì mỗi vị trí cũng khác nhau.

## Đãi ngộ thân thuộc

### Đệ nhất phu nhân
| STT | Họ tên         | Vợ/Chồng của Lãnh đạo | Ghi chú |
| --- | -------------- | --------------------- | ------- |
| 01  | Giang Thanh    | Mao Trạch Đông        |         |
| 02  | Vương Quang Mỹ | Lưu Thiếu Kỳ          |         |
| 03  | Lâm Giai Mi    | Lý Tiên Niệm          |         |
| 04  | Trác Lâm       | Đặng Tiểu Bình        |         |
| 05  | Vương Giã Bình | Giang Trạch Dân       |         |
| 06  | Lưu Vĩnh Thanh | Hồ Cẩm Đào            |         |
| 07  | Bành Lệ Viên   | Tập Cận Bình          |         |

### Thái tử Đảng
Xem thêm: Thái tử Đảng

## Chế độ khác

### Báo cáo sự kiện trọng đại cá nhân
Ủy ban Trung ương Đảng,Quốc vụ viện phê chuẩn Văn phòng Trung ương Đảng,Văn phòng Quốc Vụ viện ngày 31 tháng 1 năm 1997 ban hành <<Quy định Báo cáo sự kiện trọng đại cá nhân Lãnh đạo cán bộ về hưu>> 

### Quà tặng Công vụ
Năm 2012 trở đi,quà tặng của Lãnh đạo Đảng và Nhà nước khi đi công vụ nước ngoài đều được tập trung quản lý.

### Vấn đề quảng cáo
Luật pháp Trung Quốc nghiêm cấm mọi hành vi sử dụng tên tuổi,hình ảnh,chữ ký... của lãnh đạo Đảng và Nhà nước trong lĩnh vực quảng cáo.

### Khống chế dư luận
ngày 24 tháng 7 năm 2012,Cục trưởng Cục Công an Thành phố Bắc Kinh Phó Chính Hoa đã triển khai một chiến dịch làm sạch việc sử dụng internet vào mục địch bôi nhọ chính trị,lãnh đạo Đảng và Nhà nước.Biện pháp xử phạt công khai xử lý,nếu mang tính chất nghiêm trọng thì buộc phải gỡ xuống.

## Danh sách lãnh đạo bị cắt chức hoặc chỉnh đốn
- Bị Ủy ban Trung ương Đảng nhận định "Phạm tội nghiêm trọng sai lầm": Mao Trạch Đông, Triệu Tử Dương
- Buộc phải Giáng chức cấp Nhà nước:
  - Làm Ủy viên Trung ương Đảng: Hoa Quốc Phong, Hồ Diệu Bang
  - Làm Ủy viên Ủy ban Cố vấn Trung ương: Uông Đông Hưng, Ngô Đức, Lý Đức Sinh
  - Làm Bộ trưởng hoặc tương đương Bộ trưởng: Kỷ Đăng Khuê
  - Chỉ định thăng chức: Trần Vĩnh Quý, Ngô Quế Hiền, Tôn Kiện, Lý Tố Văn
- Chức vụ cấp Nhà nước miễn pháp:
  - Khôi phục Cấp Phó Nhà nước: Hồ Khải Lập
  - Khôi phục Cấp Bộ: Diêm Minh Phúc, Nhuế Hạnh Văn
- Cắt toàn bộ chức vụ cấp Nhà nước:
  - Khôi phục chức Phó Nhà nước sau khi xét lại: Choekyi Gyaltsen
  - Đào tẩu sau khi bị cắt chức:Tenzin Gyatso
- Thu hồi toàn bộ chức vụ trong và ngoài Đảng:
  - Khôi phục chức vụ sau Cách mạng Văn hóa: Đặng Tiểu Bình
  - Bị quản thúc tới khi mất: Triệu Tử Dương
  - Bị khai trừ khỏi Đảng một cách công khai:
    - Tháng 3 năm 1955 Triệu tập khai mạc Hội nghị Đại biểu Toàn quốc Đảng Cộng sản Trung Quốc,thông qua "Tập đoàn chống Đảng Cao Cương - Nhiêu Thấu Thạch"
    - Hội nghị Trung ương 12 khoá 8 xác định một số thành phần theo tư bản "làm phản,nội gian,phá công ",ngược đãi tới khi mất,sau cách mạng văn hóa xét lại:Lưu Thiếu Kỳ
    - Tòa án Nhân dân Pháp viện nhận định tập đoàn Lâm Bưu,Giang Thanh phản cách mạng: Lâm Bưu,Diệp Quần,Tạ Phú Trị,Khang Sinh
    - Chuyển cho cơ quan tư pháp xử lý hình sự:
      - Do Viện kiểm sát Nhân dân cấp Tỉnh khởi tố:Diêu Liên Úy
      - Do Tối cao Pháp viện Nhân dân nhận định Tập đoàn phản cách mạng Lâm Bưu,Giang Thanh tuyên phạt:
        - Hơn 10 năm tù:Diêu Văn Nguyên,Trần Bá Đạt
        - Chung thân: Vương Hồng Văn
        - Tử hình,hoãn thi hành án trong 2 năm:Giang Thanh,Trương Xuân Kiều

      - Do Trung cấp Pháp viện Nhân dân kết án tham nhũng:
        - Hơn 10 năm tù:Trần Hi Đồng,Trần Lương Vũ,Bạc Hy Lai
        - Tiêm thuốc độc:Thành Khác Kiệt
        - Vi phạm nghiêm trọng pháp luật,chưa kết án:Tô Vinh
- Bị Ủy ban Kiểm tra Kỷ luật Trung ương tuyên tính đạo đức bại hoại:
  - Thành Khác Kiệt:ngoại tình với Lý Bình,"sau tái kết hôn" - "ham mê nữ sắc,tham lam tiền bạc"
  - Trần Lương Vũ
  - Bạc Hy Lai

## Cố Lãnh đạo Đảng và Nhà nước

### Mất bất thường
- 17 tháng 8 năm 1954:Phó Chủ tịch Chính phủ Nhân dân Trung ương Cao Cương nhân "sự kiện Cao Nhiêu " đã uống thuốc tự sát tại Bắc Kinh
- 12 tháng 11 năm 1969:Phó Chủ tịch Đảng,Chủ tịch nước Lưu Thiều Kỳ bị bức hại mất tại Hà Nam
- 13 tháng 9 năm 1971:Lâm Bưu và vợ là Diệp Quần tự nạn khi đào thoát sang Mông Cổ,nguyên nhân tự nạn chưa rõ.
- 14 tháng 5 năm 1991: Giang Thanh được cho ra ngoài để chữa bệnh và được cho là tự sát trước khi quay lại nhà tù.
- 2 tháng 2 năm 1996: Phó Ủy viên trưởng Nhân Đại Lý Phái Dao tại trụ sở bị Vũ cảnh cảnh vệ sát hại
- 10 tháng 2 năm 2000: Cơ Bằng Phi khi biết tin con trai là Cơ Thắng Đức phạm tội tham ô hối lộ gián điệp bị kết án tử hình,tại Hương Sơn Bắc Kinh ông đã uống thuốc độc tử tử.Thọ 90 tuổi
- 14 tháng 9 năm 2000: Thành Khác Kiệt đã bị tử hình bằng cách tiêm thuốc độc.